# بیلی بال
بیلی بال (انگلیسی: Billy Ball; ۱۱ آوریل ۱۸۷۶ – فوریه ۱۹۲۹ (۵۲ ساله)) بازیکن فوتبال اهل بریتانیا بود.
از باشگاه‌هایی که در آن بازی کرده‌است می‌توان به باشگاه فوتبال اورتون، باشگاه فوتبال نوتس کانتی، باشگاه فوتبال بلکبرن روورز، و باشگاه فوتبال منچستر یونایتد اشاره کرد.